# Montreux Volley Masters 2003
Il Monterux Volley Masters di pallavolo femminile 2003 si è svolto dal 3 all'8 giugno 2003 a Montreux, in Svizzera. Al torneo hanno partecipato 8 squadre nazionali e la vittoria finale è andata per la terza volta alla Cina.

## Squadre partecipanti
- Brasile
- Cina
- Cuba
- Giappone
- Italia
- Rep. Dominicana
- Russia
- Stati Uniti

## Gironi
| Girone A                       | Girone B                              |
| ------------------------------ | ------------------------------------- |
| Brasile Giappone Italia Russia | Cina Cuba Rep. Dominicana Stati Uniti |

## Fase finale

### Finali 1º e 3º posto
|  | Semifinali  | Semifinali  | Semifinali |        |      | Finale 1º/2º posto | Finale 1º/2º posto | Finale 1º/2º posto |  |
|  |             |             |            |        |      |                    |                    |                    |  |
|  | Cina        | Cina        | 3          |        |      |                    |                    |                    |  |
|  | Cina        | Cina        | 3          |        |      |                    |                    |                    |  |
|  | Brasile     | Brasile     | 1          |        |      |                    |                    |                    |  |
|  | Brasile     | Brasile     | 1          |        | Cina | Cina               | 3                  |                    |  |
|  |             |             |            |        | Cina | Cina               | 3                  |                    |  |
|  |             |             | Russia     | Russia | 2    |                    |                    |                    |  |
|  | Russia      | Russia      | Russia     | Russia | 2    | 3                  |                    |                    |  |
|  | Russia      | Russia      |            |        |      | 3                  |                    |                    |  |
|  | Stati Uniti | Stati Uniti | 2          |        |      | Finale 3º/4º posto | Finale 3º/4º posto | Finale 3º/4º posto |  |
|  | Stati Uniti | Stati Uniti | 2          |        |      |                    |                    |                    |  |
|  |             |             |            |        |      |                    |                    |                    |  |
|  |             |             |            |        |      | Brasile            | Brasile            | 3                  |  |
|  |             |             |            |        |      | Brasile            | Brasile            | 3                  |  |
|  |             |             |            |        |      | Stati Uniti        | Stati Uniti        | 1                  |  |

### Finale 5º posto
|  | Semifinali      | Semifinali      | Semifinali |          |        | Finale | Finale | Finale |  |
|  |                 |                 |            |          |        |        |        |        |  |
|  | Italia          | Italia          | 3          |          |        |        |        |        |  |
|  | Italia          | Italia          | 3          |          |        |        |        |        |  |
|  | Rep. Dominicana | Rep. Dominicana | 0          |          |        |        |        |        |  |
|  | Rep. Dominicana | Rep. Dominicana | 0          |          | Italia | Italia | 3      |        |  |
|  |                 |                 |            |          | Italia | Italia | 3      |        |  |
|  |                 |                 | Giappone   | Giappone | 0      |        |        |        |  |
|  | Giappone        | Giappone        | Giappone   | Giappone | 0      | 3      |        |        |  |
|  | Giappone        | Giappone        |            |          |        |        |        |        |  |
|  | Cuba            | Cuba            | 1          |          |        |        |        |        |  |

## Classifica finale
| Classifica | Squadre         |
| ---------- | --------------- |
|            | Cina            |
|            | Russia          |
|            | Brasile         |
| 4          | Stati Uniti     |
| 5          | Italia          |
| 6          | Giappone        |
| 7          | Cuba            |
| 7          | Rep. Dominicana |